# Dragon (vela)
El Dragon es una embarcación a vela diseñada por Johan Anker en 1929.
Fue clase olímpica desde 1948 hasta 1972. Precisamente en los Juegos Olímpicos de Múnich 1972 el entonces Príncipe, y posteriormente Rey de España, Juan Carlos I, participó en la competición de Vela con su embarcación de la clase Dragon, que se llamaba "Fortuna" (dicho barco fue donado por el Rey al Museo Olímpico de Barcelona en 2011).
La clase mantiene aproximadamente 1.500 barcos activos repartidos entre más de 26 países, y se construyen unas 45 nuevas unidades al año. Alemania, con más de 400 unidades, Reino Unido, con cerca de 200, y Países Bajos, con más de 100, lideran el ranking de flotas.

## Palmarés olímpico

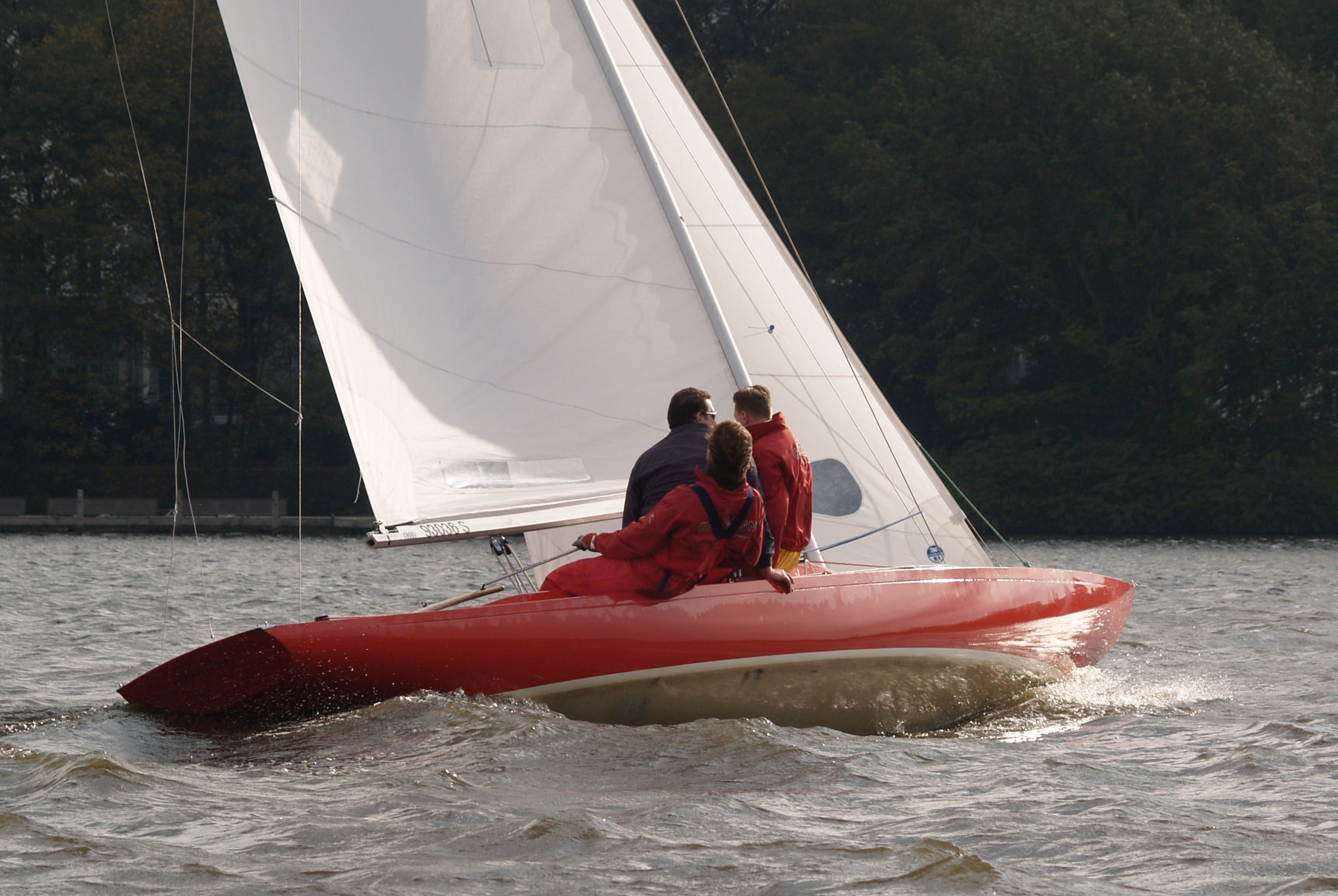
un Dragón navegando.

| Evento         | Oro                                                                        | Plata                                                                       | Bronce                                                                      |
| -------------- | -------------------------------------------------------------------------- | --------------------------------------------------------------------------- | --------------------------------------------------------------------------- |
| Londres 1948   | Noruega · Thor Thorvaldsen · Sigve Lie · Håkon Barfod                      | Suecia · Folke Bohlin · Hugo Johnson · Gösta Brodin                         | Dinamarca William Berntsen Ole Berntsen Klaus Baess                         |
| Helsinki 1952  | Noruega · Sigve Lie · Håkon Barfod · Thor Thorvaldsen                      | Suecia · Per Gedda · Sidney Boldt-Christmas · Erland Almkvist               | Alemania · Theodor Thomsen · Erich Natusch · Georg Nowka                    |
| Melbourne 1956 | Suecia · Folke Bohlin · Bengt Palmquist · Leif Wikström                    | Dinamarca Ole Berntsen Cyril Andresen Christian Von Bülow                   | Reino Unido Graham Mann Ronald Backus Jonathan Janson                       |
| Roma 1960      | Grecia · Constantino II de Grecia · Odysseus Eskidioglou · Georgios Zaimis | Argentina Jorge Salas Héctor Calegaris Jorge Alberto del Río Salas          | Italia · Antonio Cosentino · Antonio Ciciliano · Giulio De Stefano          |
| Tokio 1964     | Dinamarca Ole Berntsen Christian von Bülow Ole Poulsen                     | Alemania · Peter Ahrendt · Ulrich Mense · Wilfred Lorenz                    | Estados Unidos Lowell North Charles Rogers Richard Deaver                   |
| México 1968    | Estados Unidos George Friedrichs Barton Jahncke Gerald Schreck             | Dinamarca Aage Birch Poul Jensen Niels Markussen                            | República Democrática Alemana Paul Borowski Karl-Heinz Thun Konrad Weichert |
| Múnich 1972    | Australia John Cuneo Thomas Anderson John Shaw                             | República Democrática Alemana Paul Borowski Konrad Weichert Karl-Heinz Thun | Estados Unidos Donald Cohan Charles Horter John Marshall                    |